# Morris Kirksey
Morris Marshall Kirksey, född 13 september 1895 i Waxahachie i Texas, död 25 november 1981 i Stanford i Kalifornien, var en amerikansk friidrottare och rugbyspelare.
Kirksey blev olympisk mästare på 4 x 100 meter vid sommarspelen 1920 i Antwerpen.